# Oistodus
Genre
Oistodus est un genre éteint de conodontes de la famille des Oistodontidae.

## Espèces
- †Oistodus lanceolatus
- †Oistodus minutus
- †Oistodus orientalis
- †Oistodus tablepointensis

noms en synonymie
- Oistodus bilongatus Harris, 1962 =  †Eoneoprioniodus bilongatus (Harris, 1962)